# John Nye
John Nye (* 26. Februar 1923 in Hove, England; † 8. Januar 2019) war ein britischer Physiker und Professor an der Universität Bristol. Er leistete bedeutende Beiträge zur theoretischen Beschreibung der Gletscherdynamik, publizierte aber auch in anderen Forschungsbereichen, z. B. über Kristalle und Mikrowellen.

## Biographie
Nye studierte von 1941 bis 1948 am King’s College im englischen Cambridge und beendete sein Studium mit einem Ph.D. Anschließend arbeitete er als University Demonstrator am dortigen Department of Mineralogy and Petrology. Nach einem kurzen Aufenthalt in den Vereinigten Staaten an den Bell Telephone Laboratories (1951–1953) nahm er 1953 eine Stelle als Lecturer an der Universität Bristol an. Hier arbeitete er bis zu seiner Emeritierung 1988, bis 1965 als Lecturer, anschließend als Reader und ab 1969 als Professor. Er war seit 1953 verheiratet, hatte drei Kinder und starb 95-jährig am 8. Januar 2019.

## Forschung
Auch wenn Nye an einigen Feldmesskampagnen teilgenommen hat, waren die meisten seiner Arbeiten theoretischer Natur. Von der Festkörperphysik kommend, beschäftigte er sich ab 1948 mit dem Fließverhalten von Gletschern. Seine Arbeiten trugen maßgeblich dazu bei, dass ein allgemeines Fließgesetz für Eis formuliert werden konnte. Von 1971 bis 1975 war er Präsident der International Commission of Snow and Ice (ICSI) und beteiligte sich an der Erstellung eines Inventars aller weltweit existierenden Gletscher. In den späteren Jahren beschäftigte er sich darüber hinaus mit Problemen der Optik und den Eigenschaften der Polgebiete des Mars. Auch nach seiner Emeritierung blieb er mit zahlreichen Publikationen in den Jahren 1988 bis 2013 wissenschaftlich aktiv.

## Auszeichnungen

### Ehrungen (Auswahl)
- 1969:  Seligman Crystal der International Glaciological Society
- 1976: Fellow of the Royal Society
- 1977: Ausländisches Mitglied der Königlich Schwedischen Akademie der Wissenschaften
- ab 2002: Jährlich gehaltene Nye Lecture der American Geophysical Union

### Benennungen
Der antarktische Nye-Gletscher (67° 28′ S, 67° 31′ W) auf der Arrowsmith-Halbinsel im Grahamland wurde 1962 nach John Nye benannt.

## Publikationen

### Bücher
- J.F. Nye, 1957, Physical Properties of Crystals: Their Representation by Tensors and Matrices. Oxford University Press. ISBN 978-0-19-851165-6
- J.F. Nye, 1999, Natural Focusing and Fine Structure of Light: Caustics and Wave Dislocations. CRC Press. ISBN 978-0-7503-0610-2

### Aufsätze (Auswahl)
- Bragg, L. and Nye, J. (1947): A dynamical model of a crystal structure. Proc. Roy. Soc. A 190, 474–481.
- Nye, J. (1951): The flow of glaciers as a problem in plasticity. Proc. Roy. Soc. A 207, 554–572.
- Nye, J. (1957): The distribution of stress and velocity in glaciers and ice-sheets. Proc. Roy. Soc. A 239, 113–133.
- Nye, J. (1958): Surges in glaciers. Nature, 181, 1450–1451.
- Nye, J. (1969): A calculation of the sliding of ice over a wavy surface using a Newtonian viscous approximation. Proc. Roy. Soc. A 311, 445–467.
- Nye, J. (1987): Catastrophe theory in geophysics. In Irreversible Phenomena and Dynamical Systems Analysis in Geosciences, C. Nicolis and G. Nicolis (eds.), D. Reidel Publishing Co., 31–40.
- Nye, J., Durham, W., Schenk, P., Moore, J. (2000): The instability of a South Polar Cap on Mars composed of carbon dioxide. Icarus, Mars Polar Science Special Issue, 144, 449–455.
- Hannay, J. and Nye, J. (2013): A differentiated plane wave: its passage through a slab. J. Optics: 15 044025 (8pp)